# 1,2,4,5-tetrachloorbenzeen
1,2,4,5-tetrachloorbenzeen is een aromatische organische verbinding met als brutoformule C6H2Cl4. De stof komt voor als kleurloze kristallen, die onoplosbaar zijn in water.

## Toepassingen
1,2,4,5-tetrachloorbenzeen wordt voornamelijk gebruikt als intermediair bij synthese van herbiciden, insecticiden en ontbladeringsmiddelen. Verder is het een reagens dat na reactie met een hydroxide-verbinding en verhitting leidt tot de vorming van dioxines:

## Toxicologie en veiligheid
De stof ontleedt bij verhitting of bij verbranding, met vorming van giftige en corrosieve dampen, waaronder waterstofchloride en fosgeen. Bij de bij verhitting van 1,2,4,5-tetrachloorbenzeen met natriumhydroxide en het oplosmiddel (methanol of ethyleenglycol), bij de bereiding van trichloorfenol, kunnen ernstige ontploffingen opgetreden.
1,2,4,5-tetrachloorbenzeen kan effecten hebben op het centraal zenuwstelsel, de nieren, de lever, de longen en de schildklier.